# Luíza Neto Jorge
Luíza Neto Jorge (* 10. Mai 1939 in Lissabon, Portugal; † 23. Februar 1989 ebendort) war eine portugiesische Lyrikerin und Übersetzerin.

## Leben und Wirken
Luiza Neto Jorge studierte Romanistik an der Universität von Lissabon und lebte von 1962 bis 1970 in Paris im Exil, da sie sich gegen das faschistische Salazarregime und den Estado Novo stellte. In dieser Zeit entstanden die meisten ihrer Gedichte, darunter auch einige in französischer Sprache.
Sie war als Übersetzerin vor allem aus dem Französischen tätig und übersetzte Stendhal, den Marquis de Sade, Paul Verlaine, Henri Michaux, Antonin Artaud, Marguerite Yourcenar, Guillaume Apollinaire, Louis Aragon, Louis-Ferdinand Céline, Paul Eluard, Jean Genet, Eugène Ionesco, Raymond Queneau, Alfred Jarry, Gerard de Nerval und Boris Vian ins Portugiesische.
Sie gilt als eine der bedeutendsten Dichterinnen Portugals der 1960er Jahre und war Mitglied der Dichtergruppe Poesia 61. Ihre Gedichte wurden ins Deutsche, Französische und Katalanische übersetzt.
Neto Jorge war auch für den portugiesischen Film tätig und zwar als Dialogautorin in Kooperation mit den Drehbuchautoren für die Filme Brandos Costumes (1975), Nem Pássaro Nem Peixe (1978), Dina e Django (1981), Insel der Liebe (1982), Ninguém Duas Vezes (1984), Relação Fiel e Verdadeira (1987).
Ihr poetisches Werk ist von Nonkonformität, Sehnsüchten weiblicher Sexualität und Erotik und der Frage nach den Rechten der Frauen durchzogen.
In Carnaxide ist eine Straße nach ihr benannt. Sie starb am 23. Februar 1989 in ihrer Heimatstadt mit 49 Jahren.

## Werk
- A Noite vertebrada, 1960; Lyrik
- Quarta dimensão, 1961; Lyrik
- Terra imóvel, 1964; Lyrik
- O seu a seu Tempo, 1966; Lyrik
- Dezanove Recantos, 1969; Lyrik
- O Ciclópico acto, 1972; Lyrik
- Os Sítios sitiados, 1973; Lyrik
- A Lume, 1989; Lyrik
- Poesia 1960–1989, 1993; Anthologie der gesamten Lyrik auch aus dem Nachlass.